# Sveriges damlandskamper i fotboll 2006
Sveriges damlandskamper i fotboll 2006

## Matcher
| Datum        | Spelplats  |             |           | Resultat | Typ av match      | Målskyttar |
| ------------ | ---------- | ----------- | --------- | -------- | ----------------- | --- |
| 7 februari   | Larnaca    | England     | Sverige   | 0 – 0    | Träningsmatch     | |
| 9 februari   | Achna      | Sverige     | England   | 1 – 1    | Träningsmatch     | 1–0 (5) Maria Aronsson 1–1 (64) Rachel Unitt |
| 9 mars       | Loulé      | Norge       | Sverige   | 0 – 0    | Algarve Cup 2006  | |
| 11 mars      | Loulé      | Sverige     | Tyskland  | 0 – 3    | Algarve Cup 2006  | 0–1 (43, str) Melanie Behringer 0–2 (57) Petra Wimbersky 0–3 (87) Birgit Prinz                                                                               |
| 13 mars      | Lagos      | Finland     | Sverige   | 1 – 4    | Algarve Cup 2006  | 0–1 (25) Victoria Svensson 0–2 (51) Victoria Svensson 1–2 (65, str) Sanna Valkonen 1–3 (67) Malin Moström 1–4 (85) Victoria Svensson                         |
| 15 mars      | Faro       | Sverige     | Frankrike | 1 – 0    | Algarve Cup 2006  | 1–0 (51) Lotta Schelin |
| 22 april     | Kladno     | Tjeckien    | Sverige   | 2 – 3    | Kval till VM 2007 | 1–0 (2) Pavlina Scasná 1–1 (23) Sara Larsson 1–2 (62) Lotta Schelin 2–2 (66) Alexandra Mouchová 2–3 (69) Lotta Schelin                                       |
| 7 maj        | Trelleborg | Sverige     | Portugal  | 5 – 1    | Kval till VM 2007 | 1–0 (11) Therese Lundin 1–1 (17) Edite Fernandes 2–1 (31) Lotta Schelin 3–1 (65) Therese Lundin 4–1 (72) Therese Sjögran 5–1 (80) Therese Lundin             |
| 18 juni      | Minsk      | Vitryssland | Sverige   | 0 – 6    | Kval till VM 2007 | 0–1 (45) Lotta Schelin 0–2 (47) Victoria Svensson 0–3 (52) Caroline Seger 0–4 (75) Josefine Öqvist 0–5 (83) Victoria Svensson 0–6 (85) Victoria Svensson     |
| 15 juli      | Blaine     | USA         | Sverige   | 3 – 2    | Träningsturnering | 1–0 (37) Abby Wambach 1–1 (72) Anna Sjöström 2–1 (90) Cat Whitehill 2–2 (91) Elin Ekblom 3–2 (92) Kristine Lilly                                             |
| 18 juli      | Blaine     | Sverige     | Kanada    | 2 – 4    | Träningsturnering | 0–1 (16) Charmaine Hooper 0–2 (20) Charmaine Hooper 1–2 (36) Victoria Svensson 1–3 (57) Christine Sinclair 1–4 (58) Charmaine Hooper 2–4 (80) Therese Lundin |
| 26 augusti   | Reykjavik  | Island      | Sverige   | 0 – 4    | Kval till VM 2007 | 0–1 (13, str) Malin Moström 0–2 (62) Sara Thunebro 0–3 (80) Victoria Svensson 0–4 (86) Hanna Ljungberg                                                       |
| 24 september | Växjö      | Sverige     | Tjeckien  | 2 – 0    | Kval till VM 2007 | 1–0 (5) Hanna Ljungberg 2–0 (30) Hanna Ljungberg |

## Sveriges målgörare 2006
| 8 mål - Victoria Svensson 5 mål - Lotta Schelin 4 mål - Therese Lundin 3 mål - Hanna Ljungberg 2 mål - Malin Moström 1 mål - Maria Aronsson - Elin Ekblom - Sara Larsson - Caroline Seger - Therese Sjögran - Anna Sjöström - Sara Thunebro - Josefine Öqvist |